# میرزا مهدی آشتیانی
میرزا مهدی آشتیانی (زاده ۱۲۶۸ در تهران - درگذشته ۴ اردیبهشت ۱۳۳۲ در تهران)، فیلسوف و فقیه شیعه ایرانی بود.
وی از خاندان مشهور آشتیانی و نوه میرزا حسن آشتیانی است. در ایران و عراق نزد کسانی چون آخوند خراسانی درس خواند و به درجه اجتهاد رسید. او در دوران زندگی خود مسافرت‌هایی به کشورهای مختلف در شرق و غرب داشت. وی عاقبت در سال ۱۳۳۲ ش در ۶۴ سالگی درگذشت و پیکر او پس از مرگ به قم منتقل و در حرم فاطمه معصومه در مسجد بالاسر در کنار قبر محمدجواد صافی گلپایگانی پدر لطف‌الله صافی گلپایگانی به خاک سپرده شد. او پدر مهندس جلال الدین آشتیانی، نویسنده تاریخ ادیان و متفکر بزرگ نهضت خداپرستان سوسیالیست است که در کتاب پربار مدیریت نه حکومت به بیان شمه‌هایی از خصوصیات اخلاقی و علمی پدر خویش اشاره کرده‌است. آخرین فرزند میرزا مهدی آشتیانی مرحوم استاد ادبیات خانم بهجت آشتیانی بودند که در تاریخ ۱۸ مرداد۱۴۰۱ در ظهر عاشورا دعوت حق را لبیک گفتند

## شاگردان
- حسین وحید خراسانی
- محمد صادقی تهرانی[۳]
- مسلم ملکوتی
- سید علی سیستانی
- مهدی محقق
- عبدالجواد فلاطوری
- محمدتقی فلسفی

## اثرها
1. اساس التوحید شامل مباحثی در قاعده‌الواحد
2. ترجمه اسفار اربعه آقامیرزامهدی به تقاضای ذکاءالملک فروغی
3. ترجمه اشارات
4. تعلیقات بر اسفار
5. تعلیقات اشارات
6. تعلیقات شفاء
7. شرح منظومه حاجی ملاهادی سبزواری که به همت مهدی محقق و توشی‌هیکو ایزوتسو به چاپ رسیده‌است.
8. تعلیقات فصوص الحکم محی‌الدین عربی
9. رساله در اثبات معاد جسمانی
10. تعلیقات مصباح‌الانس قاضی حمزه فناری
11. رساله در جبر و تفویض
12. رساله در حقیقت کتاب و میزان به مذاق عرفاً
13. رساله در شق القمر
14. رساله در وحدت وجود شامل چهل و هشت قول در وحدت و توحید
15. رساله در معاد جسمانی
16. شرح تحفة الحکیم آقا شیخ محمدحسین اصفهانی مشهور به کمپانی تا وجود ذهنی
17. شرح حدیث عمران صابی